# Ludovic Besson
Pour les articles homonymes, voir Besson.
Ludovic Besson, (né le 27 janvier 1998 dans le 20e arrondissement de Paris), est un athlète français, spécialiste du décathlon.

## Carrière
Ludovic Besson est médaillé d'argent du décathlon aux Championnats du monde d'athlétisme jeunesse 2015 à Cali.
Il est sacré champion de France de l'heptathlon en salle en 2020 à Liévin.

## Records
| Épreuve           | Performance   | Lieu        | Date             |
| ----------------- | ------------- | ----------- | ---------------- |
| 100 m             | 10 s 79       | Saint-Renan | 17 juin 2017     |
| Saut en longueur  | 7,26 m        | Gävle       | 13 juillet 2019  |
| Lancer du poids   | 15,57 m       | Saint-Paul  | 18 décembre 2020 |
| Saut en hauteur   | 2,03 m        | Sarcelles   | 3 juin 2018      |
| 400 m             | 49 s 67       | Grosseto    | 22 juillet 2017  |
| 110 m haies       | 14 s 35       | Saint-Paul  | 19 décembre 2020 |
| Lancer du disque  | 42,98 m       | Saint-Paul  | 19 décembre 2020 |
| Saut à la perche  | 4,70 m        | Gävle       | 14 juillet 2019  |
| Lancer du javelot | 56,53 m       | Gävle       | 14 juillet 2019  |
| 1 500 m           | 4 min 43 s 16 | Laval       | 16 juin 2019     |
| Décathlon         | 7 792 points  | Gävle       | 14 juillet 2019  |

| Épreuve          | Performance   | Lieu   | Date             |
| ---------------- | ------------- | ------ | ---------------- |
| 60 m             | 7 s 05        | Liévin | 29 février 2020  |
| Saut en longueur | 6,99 m        | Liévin | 29 février 2020  |
| Lancer du poids  | 15,72 m       | Lyon   | 1er février 2020 |
| Saut en hauteur  | 1,97 m        | Liévin | 29 février 2020  |
| 60 mètres haies  | 8 s 07        | Liévin | 1er mars 2020    |
| Saut à la perche | 4,65 m        | Liévin | 1er mars 2020    |
| 1 000 m          | 2 min 50 s 57 | Liévin | 1er mars 2020    |
| Heptathlon       | 5 799 pts     | Liévin | 1er mars 2020    |